# Foligno Calcio 2007-2008
Questa pagina raccoglie le informazioni riguardanti il Foligno Calcio nelle competizioni ufficiali della stagione 2007-2008.

## Rosa
| N. |                   | Ruolo | Calciatore          |
| -- | ----------------- | ----- | ------------------- |
|    | Italia (bandiera) | P     | Antonio Pioli       |
|    | Italia (bandiera) | P     | Francesco Ripa      |
|    | Italia (bandiera) | P     | Nicola Palanca      |
|    | Italia (bandiera) | D     | Luca Bisello Ragno  |
|    | Italia (bandiera) | D     | Fabrizio Cacciatore |
|    | Italia (bandiera) | D     | Gianluca Giovannini |
|    | Italia (bandiera) | D     | Paolo Guastalvino   |
|    | Italia (bandiera) | D     | Manuel Pascali      |
|    | Italia (bandiera) | D     | Giacomo Pencelli    |
|    | Italia (bandiera) | D     | Cristian Silveri    |
|    | Italia (bandiera) | D     | Massimo Volta       |
|    | Italia (bandiera) | C     | Marco Bonura        |
|    | Italia (bandiera) | C     | Simone Fedeli       |
|    | Italia (bandiera) | C     | Matteo Coresi       |
|    | Italia (bandiera) | C     | Marco Parolo        |

| N. |                      | Ruolo | Calciatore              |
| -- | -------------------- | ----- | ----------------------- |
|    | Italia (bandiera)    | C     | Filippo Petterini       |
|    | Italia (bandiera)    | C     | Lorenzo Raggi           |
|    | Italia (bandiera)    | C     | Fabio Sacenti           |
|    | Italia (bandiera)    | C     | Gianluca Segarelli      |
|    | Italia (bandiera)    | C     | Michele Zandonai        |
|    | Italia (bandiera)    | C     | Moreno Zebi             |
|    | Italia (bandiera)    | A     | Giorgio Noviello        |
|    | Argentina (bandiera) | A     | Juan Turchi             |
|    | Italia (bandiera)    | A     | Paolo Bellucci          |
|    | Italia (bandiera)    | A     | Luca Calisti            |
|    | Italia (bandiera)    | A     | Alessio Cardarelli      |
|    | Italia (bandiera)    | A     | Marco De Angelis        |
|    | Italia (bandiera)    | A     | Stefano Giacomelli      |
|    | Italia (bandiera)    | A     | Domenico Girardi        |
|    | Brasile (bandiera)   | A     | Stanlemir Gomes Barbosa |

## Risultati

### Campionato

#### Girone di andata
| 26 agosto 2007 1ª giornata | Foligno | 4 – 0 | Lecco |  |

| 3 settembre 2007 2ª giornata | Manfredonia | 1 – 1 | Foligno |  |

| 9 settembre 2007 3ª giornata | Foligno | 1 – 2 | Novara |  |

| 16 settembre 2007 4ª giornata | Legnano | 0 – 1 | Foligno |  |

| 24 settembre 2007 5ª giornata | Foligno | 1 – 1 | Padova |  |

| 30 settembre 2007 6ª giornata | Pro Sesto | 1 – 1 | Foligno |  |

| 8 ottobre 2007 7ª giornata | Foligno | 1 – 0 | Cavese |  |

| 14 ottobre 2007 8ª giornata | Foligno | 2 – 0 | Monza |  |

| 21 ottobre 2007 9ª giornata | Paganese | 2 – 0 | Foligno |  |

| 29 ottobre 2007 10ª giornata | Foligno | 1 – 0 | Ternana |  |

| 1 novembre 2007 11ª giornata | Verona | 1 – 1 | Foligno |  |

| 5 novembre 2007 12ª giornata | Foligno | 1 – 0 | Foggia |  |

| 12 novembre 2007 13ª giornata | Cittadella | 0 – 0 | Foligno |  |

| 18 novembre 2007 14ª giornata | Foligno | 1 – 1 | Sassuolo |  |

| 25 novembre 2007 15ª giornata | Cremonese | 4 – 0 | Foligno |  |

| 3 dicembre 2007 16ª giornata | Foligno | 2 – 0 | Venezia |  |

| 9 dicembre 2007 17ª giornata | Pro Patria | 0 – 0 | Foligno |  |

#### Girone di ritorno
| 16 dicembre 2007 18ª giornata | Lecco | 3 – 2 | Foligno |  |

| 23 dicembre 2007 19ª giornata | Foligno | 1 – 0 | Manfredonia |  |

| 14 gennaio 2008 20ª giornata | Novara | 1 – 2 | Foligno |  |

| 21 gennaio 2008 21ª giornata | Foligno | 2 – 1 | Legnano |  |

| 3 febbraio 2008 22ª giornata | Padova | 2 – 2 | Foligno |  |

| 10 febbraio 2008 23ª giornata | Foligno | 1 – 1 | Pro Sesto |  |

| 17 febbraio 2008 24ª giornata | Cavese | 0 – 1 | Foligno |  |

| 24 febbraio 2008 25ª giornata | Monza | 1 – 1 | Foligno |  |

| 10 marzo 2008 26ª giornata | Foligno | 0 – 0 | Paganese |  |

| 16 marzo 2008 27ª giornata | Ternana | 2 – 1 | Foligno |  |

| 22 marzo 2008 28ª giornata | Foligno | 2 – 1 | Verona |  |

| 31 marzo 2008 29ª giornata | Foggia | 2 – 0 | Foligno |  |

| 6 aprile 2008 30ª giornata | Foligno | 0 – 2 | Cittadella |  |

| 13 aprile 2008 31ª giornata | Sassuolo | 0 – 1 | Foligno |  |

| 20 aprile 2008 32ª giornata | Foligno | 1 – 0 | Cremonese |  |

| 27 aprile 2008 33ª giornata | Venezia | 0 – 2 | Foligno |  |

| 4 maggio 2008 34ª giornata | Foligno | 1 – 1 | Pro Patria |  |

#### Play-off
| 18 maggio 2008 Semifinale play-off - andata | Foligno | 1 – 0 | Cittadella |  |

| 25 maggio 2008 Semifinale play-off - ritorno | Cittadella | 2 – 0 | Foligno |  |